# Estación de Mislata (Metrovalencia)
Mislata es una estación de las líneas 3, 5 y 9 de Metrovalencia que se encuentra en la Avenida Gregorio Gea, en el municipio de Mislata. Fue inaugurada el 19 de mayo de 1999.
Es la estación más transitada de la red entre las estaciones que no pertenecen al municipio de Valencia.
La estación consta de dos vías entre dos andenes.
| << Cabecera          | < Estación    | Líneas | Estación >       | Cabecera >>        |
| -------------------- | ------------- | ------ | ---------------- | ------------------ |
| Rafelbunyol          | Nou d'Octubre |        | Mislata Almassil | Aeroport           |
| Marítim              | Nou d'Octubre |        | Mislata Almassil | Aeroport           |
| Alboraia-Peris Aragó | Nou d'Octubre |        | Mislata Almassil | Riba-Roja de Túria |